# Navadni kaprovec
Navadni káprovec (znanstveno ime Capparis spinosa) je meter visok grm, ki ima čvrste liste. Belkasti in rožnati cvetovi so podobni šipkovim. Vloženi popki kaprovca so kapre, uporabne v kulinariki.